# Pteris camerooniana
Pteris camerooniana là một loài thực vật có mạch trong họ Pteridaceae. Loài này được Kuhn miêu tả khoa học đầu tiên năm 1868.